# 新最佳拍檔
《新最佳拍檔》，（台灣翻譯：新最佳拍檔之兵馬俑風雲），是1989年上映的香港電影，《最佳拍檔》系列電影的最終集；由劉家良執導，許冠傑、麥嘉、張國榮、利智主演。

## 劇情大綱
最佳拍檔為得到獎金而去泰國搶劫新娘，事後金剛發現事實真相而內心有愧，最佳拍檔在處理獎金上產生矛盾而分道揚鑣。幾年後，秦皇兵馬俑送港展出，被白手襪盜取，但「秦皇寶劍」卻被偽裝成「最佳拍檔」的「新最佳拍檔」搶走，並誣蔑最佳拍檔所為。大陸公安派出3名高手（人稱中國藍波Chinese Rambo）到港追查此事，最佳拍檔與新最佳拍檔被白手襪與大陸公安窮追之下，終至北京入獄。事後供出是泰國人報復最佳拍檔而聘新最佳拍檔進行陷害，北京方面則希望兩代最佳拍檔能尋回兵馬俑，並借出秦皇寶劍……。

## 演員名單
| 演員                 | 角色       | 粵語配音 | 備註                        |
| -------------------- | ---------- | -------- | --------------------------- |
| 許冠傑               | King Kong  | 許冠傑   | 又名「周圍發」              |
| 麥嘉                 | 光頭佬     | 金貴     | 又名「Albert Au（区瑞强）」 |
| 張國榮               | 阿弟       | 張國榮   |                             |
| 利智                 | 阿姐       | 盧素娟   |                             |
| 李元霸               | 中国兰波   | 賈鳳梧   |                             |
| 黃錦燊               | 白手襪手下 | 朱子聰   |                             |
| 陳雅倫               | 女秘書     | 何錦華   |                             |
| 李修賢               | 嫖客囚犯   | 陳永信   |                             |
| 張耀揚               | 殺人王     |          |                             |
| 袁潔瑩               | Fennie     | 盧素娟   | 光頭佬表甥女                |
| 莊泉利               |            |          |                             |
| 瑪利亞               |            |          |                             |
| 曹達華               | 華叔       | 盧 雄    |                             |
| 夏志珍               |            |          |                             |
| 羅拔候斯頓           | 白手襪     |          |                             |
| 馬學生               |            |          |                             |
| Brad Kerner          |            |          |                             |
| Deborah Grant        | Deborah    |          | 白手襪手下                  |
| Montatip Keawprasert | 泰國新娘   |          |                             |

## 電影歌曲
| 曲別   | 歌名         | 演唱者         |
| ------ | ------------ | -------------- |
| 主題曲 | 《我未驚過》 | 許冠傑、張國榮 |

## 外部連結
- 開眼電影網上《新最佳拍檔》的資料（繁體中文）
- 豆瓣电影上《新最佳拍檔》的資料 （简体中文）
- 时光网上《新最佳拍檔》的資料（简体中文）
- AllMovie上《新最佳拍檔》的资料（英文）
- 爛番茄上《新最佳拍檔》的資料（英文）
- 香港影庫上《新最佳拍檔》的資料（繁體中文）
- 互联网电影数据库（IMDb）上《新最佳拍檔》的资料（英文）